# Marniki

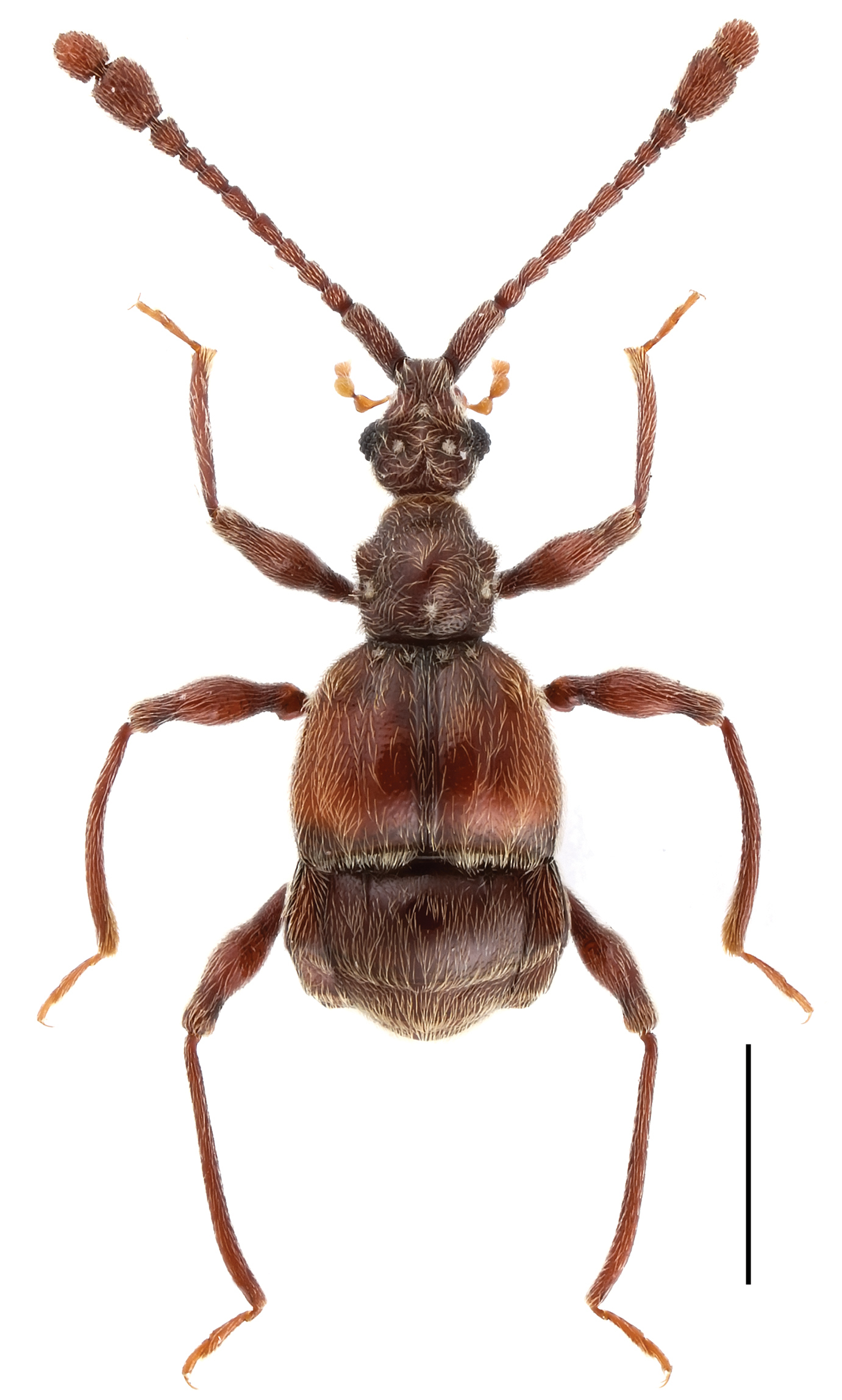
Taiwanophodes minor

Marniki (Pselaphinae) – podrodzina chrząszczy z rodziny kusakowatych. Do niedawna często wyróżniana w randze osobnej rodziny pod nazwą marnikowate (Pselaphidae). Obejmuje około 10 tysięcy opisanych gatunków sklasyfikowanych w ponad 1200 rodzajach.

## Morfologia
Chrząszcze drobnych lub małych rozmiarów, osiągające od 0,4 do 7,1 mm (zwykle od 0,5 do 5,5 mm) długości, o formie bardziej zwartej niż u większości kusakowatych. Szerokość głowy i przedplecza jest zazwyczaj mniejsza od szerokości pokryw. 
Głowa pozbawiona jest szwu epistomalnego. Czułki osadzone są pod półkowatym występem czoła i typowo zbudowane z jedenastu członów, ale ich liczba może być zredukowana nawet do zaledwie trzech. Z wyjątkiem Faronitae i niektórych myrmekofili czułki wieńczą buławki. Żuwaczki mają mole pędzelkowate lub całkiem zanikłe. W aparacie gębowym zaznaczają się dwie apomorfie – obecność na ostatnim członie głaszczków szczękowych niezesklerotyzowanej, palcowatej, stożkowatej lub szczecinkowatej wypustki (pseudosegmentu) oraz obecność dużego, wystającego sensillum na boku nasady przezroczystego trzeciego członu głaszczków wargowych, przy czym ta ostatnia cecha zanika wtórnie u zaawansowanych Clavigeritae. Liczba właściwych członów głaszczków szczękowych wynosić może od jednego do pięciu. Szczecinka na drugim członie głaszczków wargowych jest duża i dłuższa od członu następnego. Nadgębie pozbawione jest łatek szczecinkowatych wyrostków, a podgębie pozbawione bocznych grzebyków. Puszka głowowa zaopatrzona jest w grzbietowe jamki tentorialne. Szkielet wewnętrzny głowy cechuje się brakiem połączenia między mostkiem tentorialnym a przodem tentorium.
Przedplecze, z wyjątkiem zaawansowanych Clavigeritae i Pselaphitae, ma dwie boczne wciski przypodstawowe, oba zaopatrzone w wewnętrzną listewkę pionową. Skrzydła tylnej pary pozbawione są płata analnego. Szew mezopleuralny występuje w co najwyżej szczątkowej formie. Mezepimeryty nie stykają się od zewnątrz z panewkami bioder środkowej pary. Szczelina przednich bioder jest całkowicie zamknięta. Krętarzyki przednich i środkowych odnóży są ukryte. Tylna powierzchnia bioder ostatniej pary jest ukośnie nachylona. U większości plemion stopy wszystkich par zbudowane są z trzech członów, jednak u Bythinoplectini, Dimerini i Mayetiini wszystkie ich pary są dwuczłonowe.
Odwłok ma uwstecznione przetchlinki segmentów od czwartego do szóstego. Na pierwszych czterech, a rzadziej tylko na pierwszych trzech spośród widocznych tergitów wykształcone są paratergity, czasem częściowo lub całkowicie zrośnięte z tergitami, sternitami lub ze sobą. Z wyjątkiem Clavigeritae i nielicznych taksonów z pozostałych nadplemion tył sternitu trzeciego i przód sternitu czwartego mają wcisk otoczony zagęszczonymi szczecinkami. Przynajmniej czwarty sternit ma długie wyrostki wewnętrzne wychodzące z listwy antekostalnej i stykające się z dołkami na tergicie tego samego segmentu. Siódmy z widocznych segmentów odwłoka u samców ma stronę brzuszną złożoną z trzech płytek – środkowej płytki penialnej powstałej z przekształcenia sternitu dziewiątego i sklerytów bocznych, będących pochodnymi dziewiątego tergitu; wyjątkowo płytki na spodzie tego segmentu są tylko dwie. Na dziesiątym tergicie samca brak jest szczecinek. Genitalia samców mają edeagus pozbawiony elementu nasadowego. U samicy znikł zupełnie sternit dziewiąty i występują owariole typu J.

## Ekologia i występowanie
Owady preferujące miejsca o dużej wilgotności. Występują zazwyczaj w lasach, ale znane są także z mokradeł, łąk, stepów, pustyń, plaż, jaskiń i siedlisk nadrzewnych. Bytują wśród ściółki, butwiejącego drewna, grzybów, mchów, napływek, korzeni i rozkładającej się materii roślinnej, a przedstawiciele Clavigeratae są obligatoryjnie myrmekofilne i żyją wyłącznie w mrowiskach i wędrujących kolumnach mrówek. Niektóre gatunki wykazują ścisły związek z lasami pierwotnymi i służyć mogą za indykatory naturalności siedlisk.
Zarówno larwy, jak i postacie dorosłe są drapieżnikami (zoofagami). Ich łupem padają drobne bezkręgowce, w tym roztocze, skoczogonki, skąposzczety i skąponogi. Niektóre larwy wyspecjalizowały się w polowaniu na skoczogonki za pomocą pokrytego lepką wydzieliną pędzelka szczecinek na odwłoku, który to trzymają uniesiony ponad głową. Gatunki myrmekofilne odżywiają się żywymi lub martwymi mrówkami, a niektóre korzystają z trofalaksji.
Podrodzina kosmopolityczna. W Polsce stwierdzono 75 gatunków (zobacz: marniki Polski). W Australii stwierdzono ich niecałe 600, ale faktyczną różnorodność szacuje się na co najmniej 1600 gatunków.

## Taksonomia
Takson ten wprowadził jako pierwszy Pierre-André Latreille w 1802 roku pod nazwą Pselaphii. Należy do niego około 10 tysięcy opisanych gatunków, sklasyfikowanych w ponad 1200 rodzajach.
Systematyka podrodziny do rangi podplemienia przedstawia się następująco:
- nadplemię: Batrisitae Reitter, 1882
  - plemię: Amauropini Jeannel, 1948
  - plemię: Batrisini Reitter, 1882
    - podplemię: Ambicocerina Leleup, 1970
    - podplemię: Batrisina Reitter, 1882
    - podplemię: Leupeliina Jeannel, 1954
    - podplemię: Stilipalpina Jeannel, 1954

  - plemię: Thaumastocephalini Poggi et al., 2001
- nadplemię: Clavigeritae Leach, 1815
  - plemię: Clavigerini Leach, 1815
    - podplemię: Apoderigerina Jeannel, 1954
    - podplemię: Clavigerina Leach, 1815
    - podplemię: Clavigerodina Schaufuss, 1882
    - podplemię: Disarthricerina Jeannel, 1949
    - podplemię: Hoplitoxenina Celis, 1969
    - podplemię: Lunillina Celis, 1969
    - podplemię: Mastigerina Jeannel, 1954
    - podplemię: Miroclavigerina Jeannel, 1949
    - podplemię: Neocerina Jeannel, 1954
    - podplemię: Radamina Jeannel, 1954
    - podplemię: Thysdariina Jeannel, 1954

  - plemię: Colilodionini Besuchet, 1991
- nadplemię: Euplectitae Streubel, 1839
  - plemię: Bythinoplectini Schaufuss, 1882
    - podplemię: Bythinoplectina Schaufuss, 1882
    - podplemię: Pyxidicerina Raffray, 1904

  - plemię: Dimerini Raffray, 1908
  - plemię: Euplectini Streubel, 1839
  - plemię: Jurini Raffray, 1904
  - plemię: Mayetiini Winkler, 1925
  - plemię: Metopiasini Raffray, 1904
    - podplemię: Metopiasina Raffray, 1904
    - podplemię: Rhinoscepsina Bowman, 1934

  - plemię: Trichonychini Reitter, 1882
    - podplemię: Bibloporina Park, 1951
    - podplemię: Panaphantina Jeannel, 1950
    - podplemię: Trichonychina Reitter, 1882
    - podplemię: Trimiina Bowman, 1934

  - plemię: Trogastrini Jeannel, 1949
    - podplemię: Phtegomina Park, 1951
    - podplemię: Rhexiina Park, 1951
    - podplemię: Trogastrina Jeannel, 1949
- nadplemię: Faronitae Reitter, 1882
- nadplemię: Goniaceritae Reitter, 1882
  - plemię: Arnylliini Jeannel, 1952
  - plemię: Barrosellini Leleup, 1973
  - plemię: Brachyglutini Raffray, 1904
    - podplemię: Bradina Park, 1951
    - podplemię: Brachyglutina Raffray, 1904
    - podplemię: Decarthrina Park, 1951
    - podplemię: Eupseniina Park, 1951

  - plemię: Bythinini Raffray, 1904
    - podplemię: Bythinina Raffray, 1904
    - podplemię: Machaeritina Jeannel, 1950
    - podplemię: Xenobythina Jeannel, 1950

  - plemię: Cyathigerini Schaufuss, 1872
  - plemię: Goniacerini Raffray, 1882 (1872)
  - plemię: Imirini Jeannel, 1949
  - plemię: Iniocyphini Park, 1951
    - podplemię: Iniocyphina Park, 1951
    - podplemię: Natypleurina Newton et Thayer, 1992

  - plemię: Machadoini Jeannel, 1951
  - plemię: Proterini Jeannel, 1949
  - plemię: Pygoxyini Reitter, 1909
  - plemię: Speleobamini Park, 1951
  - plemię: Tychini Raffray, 1904
  - plemię: Valdini Park, 1953
- nadplemię: Pselaphitae Latreille, 1802
  - plemię: Arhytodini Raffray, 1890
  - plemię: Attapseniini Bruch, 1933
  - plemię: Ctenistini Blanchard, 1845
  - plemię: Hybocephalini Raffray, 1890
  - plemię: Odontalgini Jeannel, 1949
  - plemię: Pachygastrodini Leleup, 1969
  - plemię: Phalepsini Jeannel, 1949
  - plemię: Pselaphini Latreille, 1802
  - plemię: Schistodactylini Raffray, 1890
  - plemię: Tmesiphorini Jeannel, 1949
  - plemię: Tyrini Reitter, 1882
    - podplemię: Centrophthalmina Jeannel, 1949
    - podplemię: Janusculina Cerruti, 1970
    - podplemię: Somatipionina Jeannel, 1949
    - podplemię: Tyrina Reitter, 1882